# حول الدجاج (جبلة)

تعديل مصدري - تعديل

حول الدجاج محلة تابعة لقرية الشمسية، التابعة لعزلة الربادي بمديرية جبلة إحدى مديريات محافظة إب في الجمهورية اليمنية، بلغ تعداد سكانها 234 حسب تعداد اليمن لعام 2004.